# Friedensfeld, Cetatea Albă
Friedensfeld (în ucraineană Мирнопілля, transliterat: Mîrnopillea) este un sat în comuna Sărata din raionul Cetatea Albă, regiunea Odesa, Ucraina. Satul a fost locuit de germanii basarabeni.

## Demografie
Componența lingvistică a localității Friedensfeld
     Ucraineană (71,72%)
     Română (20,81%)
     Rusă (5,43%)
     Bulgară (1,81%)
     Alte limbi (0,23%)
Conform recensământului din 2001, majoritatea populației localității Friedensfeld era vorbitoare de ucraineană (71,72%), existând în minoritate și vorbitori de română (20,81%), rusă (5,43%) și bulgară (1,81%).